# Po glavnoj ulitse s orkestrom
Po glavnoj ulitse s orkestrom (russisk: По главной улице с оркестром, da.: Langs hovedgaden med orkester) er en sovjetisk spillefilm fra 1987 instrueret af Pjotr Todorovskij.

## Medvirkende
- Oleg Borisov som Vasilij Pavlovitj Muravin
- Lidija Fedosejeva-Sjuksjina som Lidija Ivanovna
- Marina Zudina som Ksenia
- Valentin Gaft som Konstantin Mikhajlovitj Vinogradov
- Igor Kostolevskij som Igor
- Oleg Mensjikov som Korolykov